# فينغست (باكينجهامشير)
فينغست (بالإنجليزية: Fingest)‏ هي قرية تقع في المملكة المتحدة في باكينجهامشير.